# Coppa Agostoni 1972
La Coppa Agostoni 1972, ventiseiesima edizione della corsa, si svolse il 1º agosto 1972 su un percorso di 218 km. La vittoria fu appannaggio dell'italiano Mauro Simonetti, che completò il percorso in 5h07'00", precedendo il connazionale Claudio Michelotto e lo svedese Tomas Pettersson.

## Ordine d'arrivo (Top 10)
| Pos. | Corridore             | Squadra     | Tempo    |
| ---- | --------------------- | ----------- | -------- |
| 1    | Mauro Simonetti       | Ferretti    | 5h07'00" |
| 2    | Claudio Michelotto    | G.B.C.-Sony | s.t.     |
| 3    | Tomas Pettersson      | Ferretti    | a 2"     |
| 4    | Roger De Vlaeminck    | Dreher      | s.t.     |
| 5    | Arnaldo Caverzasi     | Filotex     | s.t.     |
| 6    | Michele Dancelli      | Scic        | s.t.     |
| 7    | Giacinto Santambrogio | Salvarani   | s.t.     |
| 8    | Franco Balmamion      | Scic        | s.t.     |
| 9    | Franco Bitossi        | Filotex     | s.t.     |
| 10   | Wilmo Francioni       | Ferretti    | s.t.     |